# Agulo
Agulo is een gemeente op het Spaanse eiland La Gomera. Het behoort tot de provincie Santa Cruz de Tenerife en de regio Canarische Eilanden, en heeft een oppervlakte van 25 km². Agulo telt 1.074 inwoners (1 januari 2016).
Agulo · Alajeró · Hermigua · San Sebastián de La Gomera · Vallehermoso · Valle Gran Rey